# 1865 dans le catholicisme
Chronologie du catholicisme
- 1861
- 1862
- 1863
- 1864
- 1865
- 1866
- 1867
- 1868
- 1869

Cet article présente les faits marquants de l'année 1865 dans le catholicisme.

## Évènements
- 25 septembre : Exhortation apostolique Multiplices inter de Pie IX condamnant la participation de catholiques aux loges maçonniques.

## Naissance
- 1er août : Adolphe Pierre Szelazek, prélat polonais, évêque de Łuck († 5 février 1950)
- 16 août : Dennis Dougherty, cardinal américain, archevêque de Philadelphie, précédemment évêque de Nueva Segovia (en), de Jaro (en) puis de Buffalo († 31 mai 1951)
- 29 novembre : Marthe de Noaillat, catholique française, ascète et conférencière († 5 février 1926)

## Décès
- 13 septembre : Joseph-François-Clet Peschoud, prélat français, évêque de Cahors (° 29 janvier 1805)